# Federació Espanyola d'Esports de Muntanya i Escalada
La Federació Espanyola d'Esports de Muntanya i Escalada (FEEME) (en castellà: Federación Española de Deportes de Montaña y Escalada, FEDME) és una entitat privada sense ànim de lucre que agrupa les entitats espanyoles dedicades a la pràctica d'esports de muntanyisme. Es fundà l'1 de juliol de 1922 amb el nom de Federació Espanyola d'Alpinisme (Federación Española de Alpinismo), per posteriorment ser rebatejada com a Federació de Muntanyisme (Federación de Montañismo). La seva seu social es troba al carrer de Floridablanca, núm. 84, de Barcelona.
El propòsit de la FEDME és la protecció de les muntanyes i el foment dels seus refugis, visites alpines, i senders de gran recorregut (GR), així com la supervisió d'esports d'hivern i de muntanya com l'alpinisme, l'excursionisme, les curses de muntanya, l'esquí de muntanya o el senderisme amb raquetes de neu. La federació també dona suport a l'equip estatal espanyol d'esquí de muntanya, anomenat Equipo PNTD Esquí de Montaña.